# Kasachischer Fußballpokal 1995
Der Kasachische Fußballpokal 1995 war die vierte Austragung des Pokalwettbewerbs im Fußball in Kasachstan nach der Unabhängigkeit von der Sowjetunion. Pokalsieger wurde Jelimai Semipalatinsk, der sich im Finale gegen SKIF Ordabassy Schymkent durchsetzte.

## Modus
Außer im Finale wurde der Sieger in Hin- und Rückspiel ermittelt. Bei Torgleichheit entschied zunächst die Anzahl der auswärts erzielten Tore, danach eine Verlängerung und schließlich das Elfmeterschießen.

## Achtelfinale
| Datum             |                       | Gesamt    |                          | Hinspiel | Rückspiel |
| ----------------- | --------------------- | --------- | ------------------------ | -------- | --------- |
| 09.05./14.05.1995 | Gornjak FK Chromtau   | (a)1:1(a) | Bolat Temirtau           | 1:1      | 0:0       |
| 09.05./14.05.1995 | Schachtjor Qaraghandy | 2:1       | Aktjubinez Aktjubinsk    | 2:0      | 0:1       |
| 09.05./14.05.1995 | Zesna Aqmola          | 3:5       | SKIF Ordabassy Schymkent | 1:2      | 2:3       |
| 09.05./14.05.1995 | Kainar Taldyqorghan   | 2:6       | Jelimai Semipalatinsk    | 2:2      | 0:4       |
| 09.05./14.05.1995 | Munaischy Aqtau       | 0:5       | Schiger Schymkent        | 0:2      | 1 0:3 1   |
| 09.05./14.05.1995 | Tobol Qostanai        | (a)1:1(a) | Ansat Pawlodar           | 1:1      | 0:0       |
| 09.05./14.05.1995 | Batyr Ekibastus       | 3:1       | Wostok Öskemen           | 3:0      | 0:1       |
| 09.05./14.05.1995 | FK Taras              | 5:2       | FK Qairat Almaty         | 2 3:0 2  | 2:2       |

## Viertelfinale
| Datum             |                          | Gesamt |                   | Hinspiel | Rückspiel |
| ----------------- | ------------------------ | ------ | ----------------- | -------- | --------- |
| 03.07./14.07.1995 | Schachtjor Qaraghandy    | 0:4    | Bolat Temirtau    | 3 0:3 3  | 0:1       |
| 03.07./14.07.1995 | Ansat Pawlodar           | 0:3    | FK Taras          | 0:0      | 4 0:3 4   |
| 03.07./14.07.1995 | SKIF Ordabassy Schymkent | 5:4    | Batyr Ekibastus   | 5:1      | 0:3       |
| 03.07./14.07.1995 | Jelimai Semipalatinsk    | 4:1    | Schiger Schymkent | 3:0      | 1:1       |

## Halbfinale
| Datum             |                          | Gesamt    |                       | Hinspiel | Rückspiel |
| ----------------- | ------------------------ | --------- | --------------------- | -------- | --------- |
| 05.08./02.11.1995 | SKIF Ordabassy Schymkent | 5:3       | Bolat Temirtau        | 3:1      | 2:2       |
| 05.08./02.11.1995 | FK Taras                 | (a)2:2(a) | Jelimai Semipalatinsk | 2:1      | 0:1       |

## Finale
| Paarung                  | Jelimai Semipalatinsk – SKIF Ordabassy Schymkent |
| Ergebnis                 | 1:0 (0:0) |
| Datum                    | 7. November 1995 |
| Stadion                  | Zentralstadion, Almaty |
| Zuschauer                | 1.000 |
| Schiedsrichter           | Alexander Masmanjan |
| Tore                     | 1:0 Andrei Miroschnitschenko (87.) |
| Jelimai Semipalatinsk    | Wadim Jegoschkin – Sergei Surodejew, Sergei Pasko, Boris Gluschkow, Andrei Orlow – Anatoli Powedenok (75. Qairat Әubәkirow), Sergei Wischnjakow (65. Konstantin Fridental), Danijar Mukanow (46. Wachid Masudow), Sergei Klimow – Oleg Litwinenko, Andrei Miroschnitschenko Cheftrainer: Sergei Gorochowodatski |
| SKIF Ordabassy Schymkent | Oleg Woskoboynikow – Qanat Mussatajew, Alexander Jurtajew, Alfred Dietrich, Qadyr Ibraghimow – Dmitri Grammatikopulo, Timur Yqsanow, Qajirschan Әbujow (80. Samat Derbisbajew), Seriq Әtebajew – Sergei Kogai (46. Alexander Maksimenko), Wladimir Buntow Cheftrainer: Sergei Maximow                           |
| Gelbe Karten             | Sergei Wischnjakow, Andrei Orlow – Alexander Jurtajew, Wladimir Buntow |